# Jukka Sarjala
Jukka Tapani Sarjala, född 18 december 1939 i Kangasniemi, död 6 juni 2013 i Helsingfors, var en finländsk ämbetsman. Han var son till Wiljam Sarjala.
Sarjala blev politices kandidat vid Helsingfors universitet 1965. Han var undervisningsråd och biträdande avdelningschef vid undervisningsministeriet 1965–1995 samt generaldirektör vid Utbildningsstyrelsen 1995–2002. Han tilldelades professors titel 2003.